# Barranco de Loba
Barranco de Loba là một khu tự quản thuộc tỉnh Bolívar, Colombia. Thủ phủ của khu tự quản Barranco de Loba đóng tại Barranco de Loba Khu tự quản Barranco de Loba có diện tích 360 ki lô mét vuông. Đến thời điểm ngày 28 tháng 5 năm 2005, khu tự quản Barranco de Loba có dân số 18935 người.